# Yume no Crayon Oukoku
Yume no Crayon Oukoku (яп. 夢のクレヨン王国 Юмэ но курэён о:коку, «Королевство снов») — аниме-сериал, выпущенный Toei Animation и транслировавшийся в период с 1997 по 1999 год. Состоит из 70 серий. Основан на серии новел под авторством Рейзо Фукунаги. Позже на его основе была выпущена 3-томная манга авторства Митиру Катаоки, которая публиковалась в Nakayoshi с августа 1997 по август 1998 год.

## Сюжет
Жителям страны Крэён принцесса Сильвер известна как маленькая девочка с милой улыбкой. Однако, за этой улыбкой скрываются двенадцать вредных пороков, существование которых придворные стараются скрыть. На балу в честь своего двенадцатилетия принцесса дает волю своим порокам и ссорится с принцем Клоудом отказавшимся с ней танцевать. В ответ тот превращает её родителей в камень. Считалось, что такую магию может использовать только Мрачный Жнец — поэтому девочка заключает, что Клоуд был переодетым Мрачным Жнецом, и вместе со своими друзьями отправляется в погоню за колдуном. Позднее выясняется, что на самом деле Клоуд лишь пытался защитить Сильвер от настоящего Мрачного Жнеца, которого предки принцессы заточили внутри зеркала, а родителей Сильвер он обратил в камень лишь затем, чтобы они не были убиты.

## Персонажи
- Принцесса Сильвер (яп. シルバー王女 Shiruba: Ōjo)